# Zakład Ubezpieczeń Społecznych

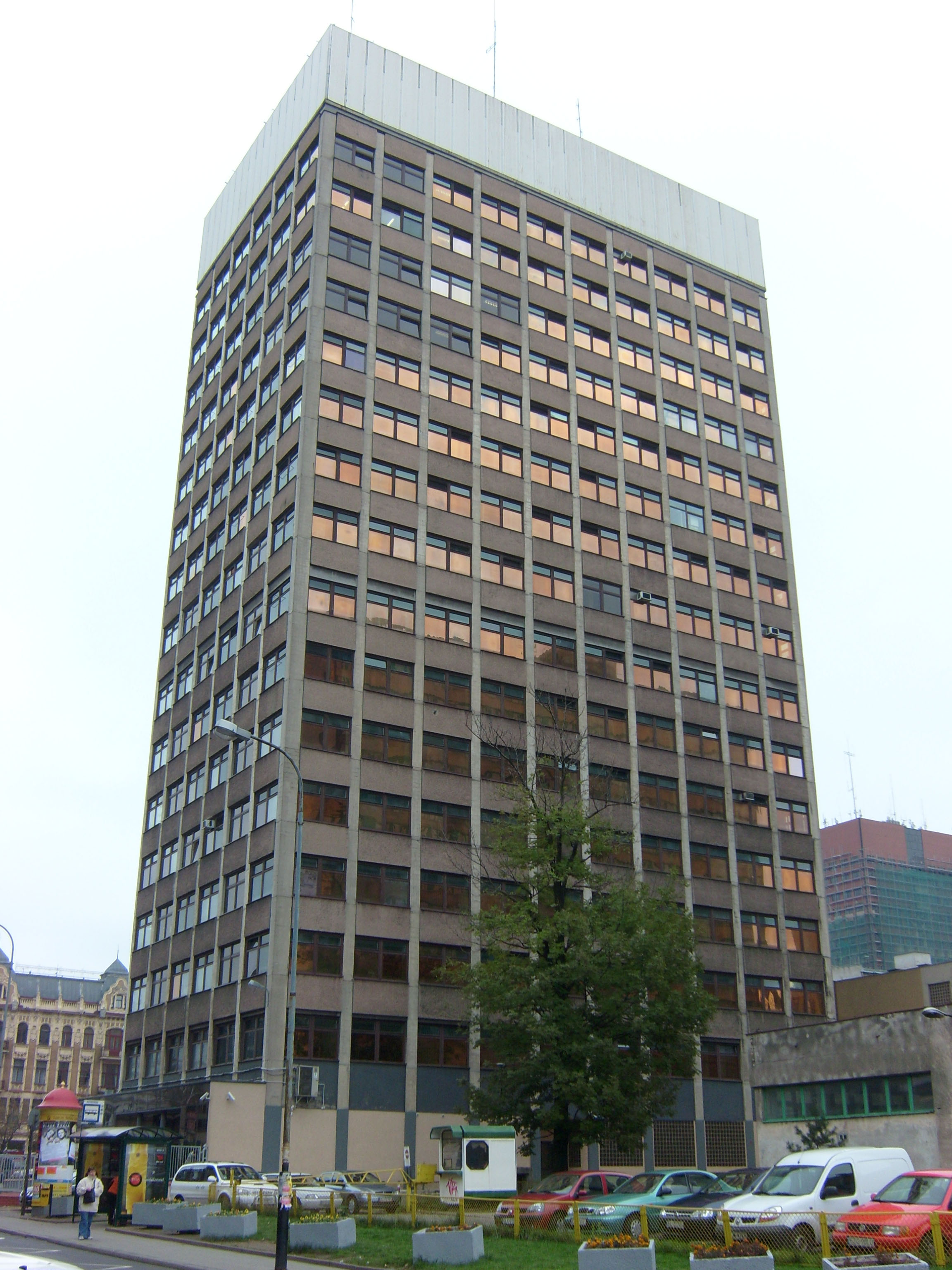
Biurowiec ZUS w Łodzi przy ul. Zamenhofa 2

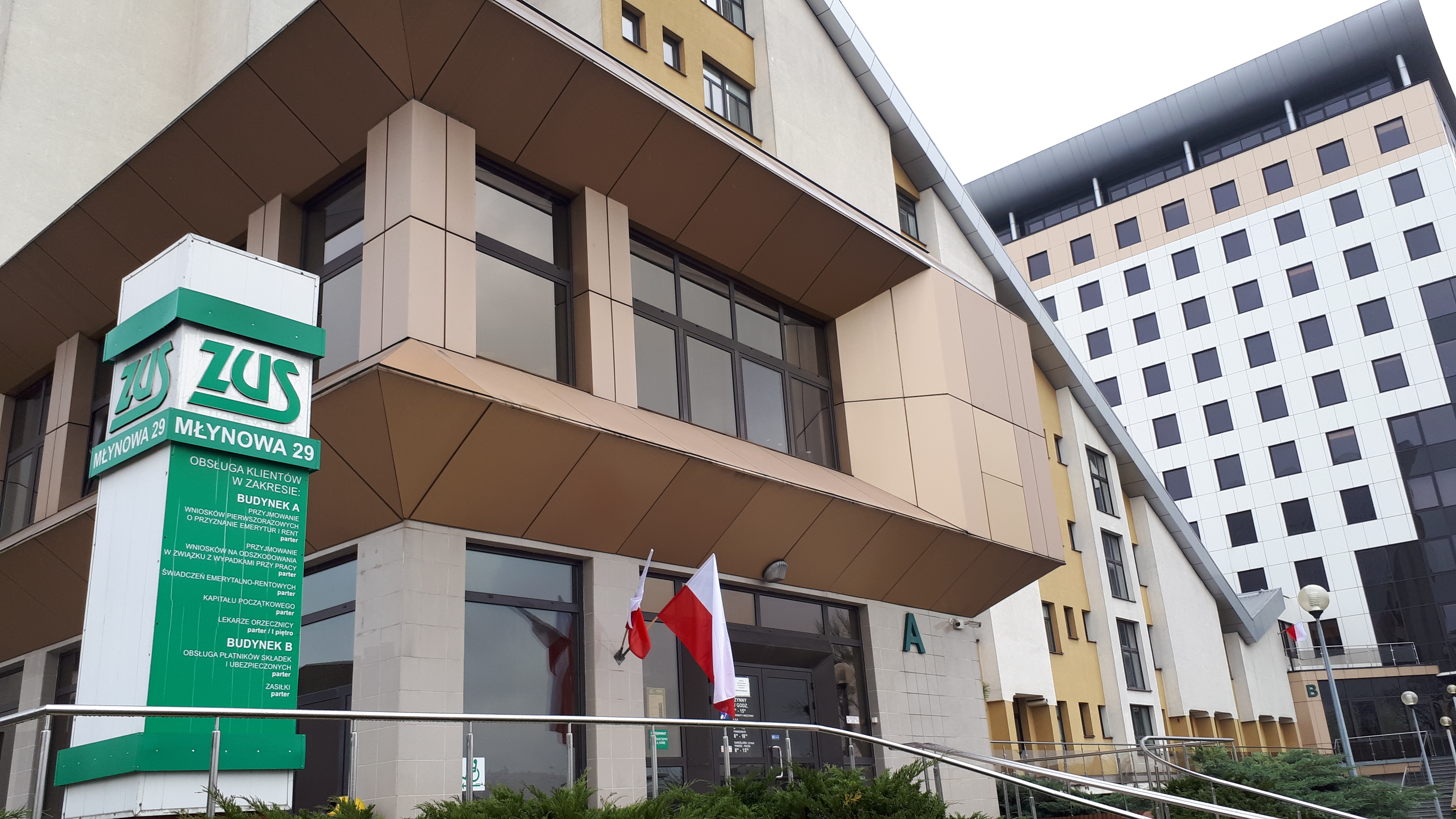
Budynek ZUS-u w Białymstoku przy ul. Młynowej 29

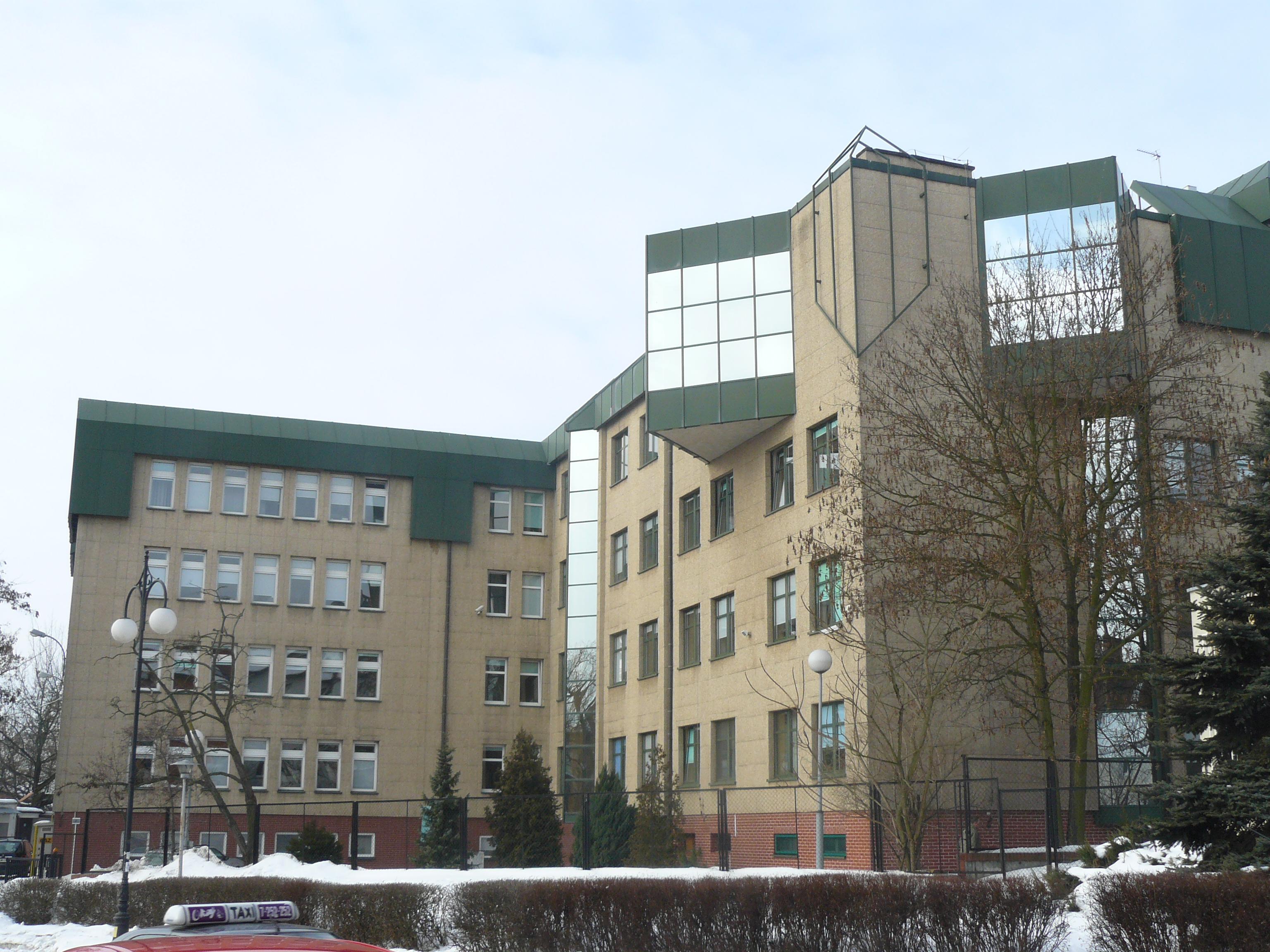
Budynek ZUS-u w Gorzowie Wielkopolskim

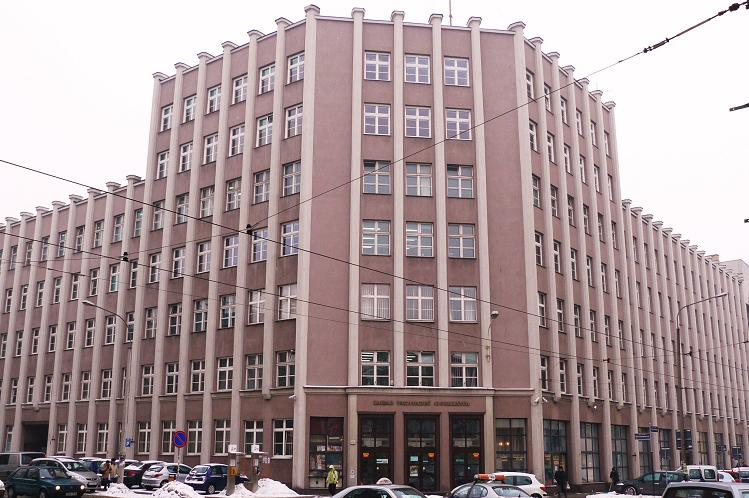
Budynek I Oddziału ZUS-u w Poznaniu

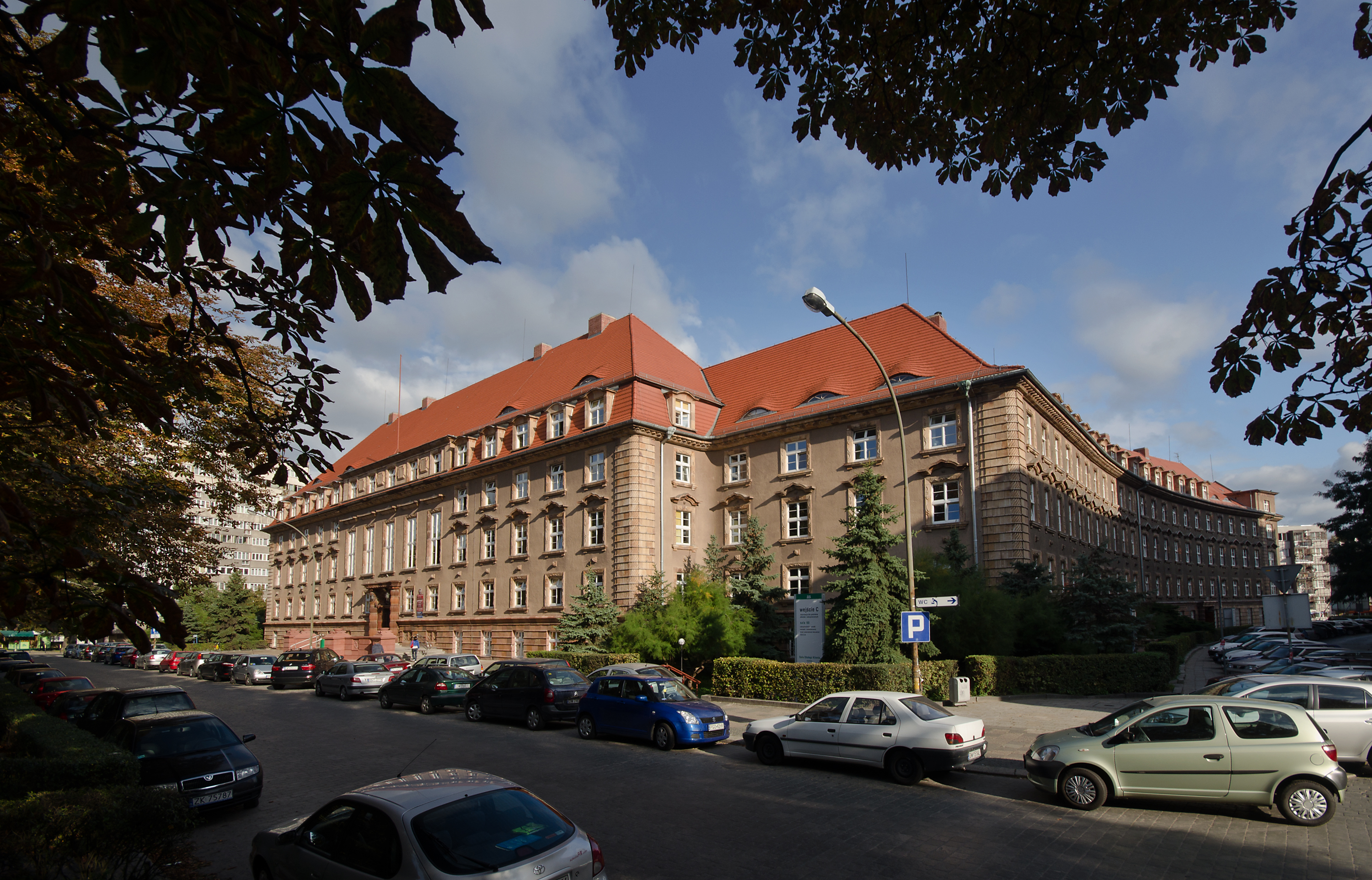
Budynek ZUS-u we Wrocławiu

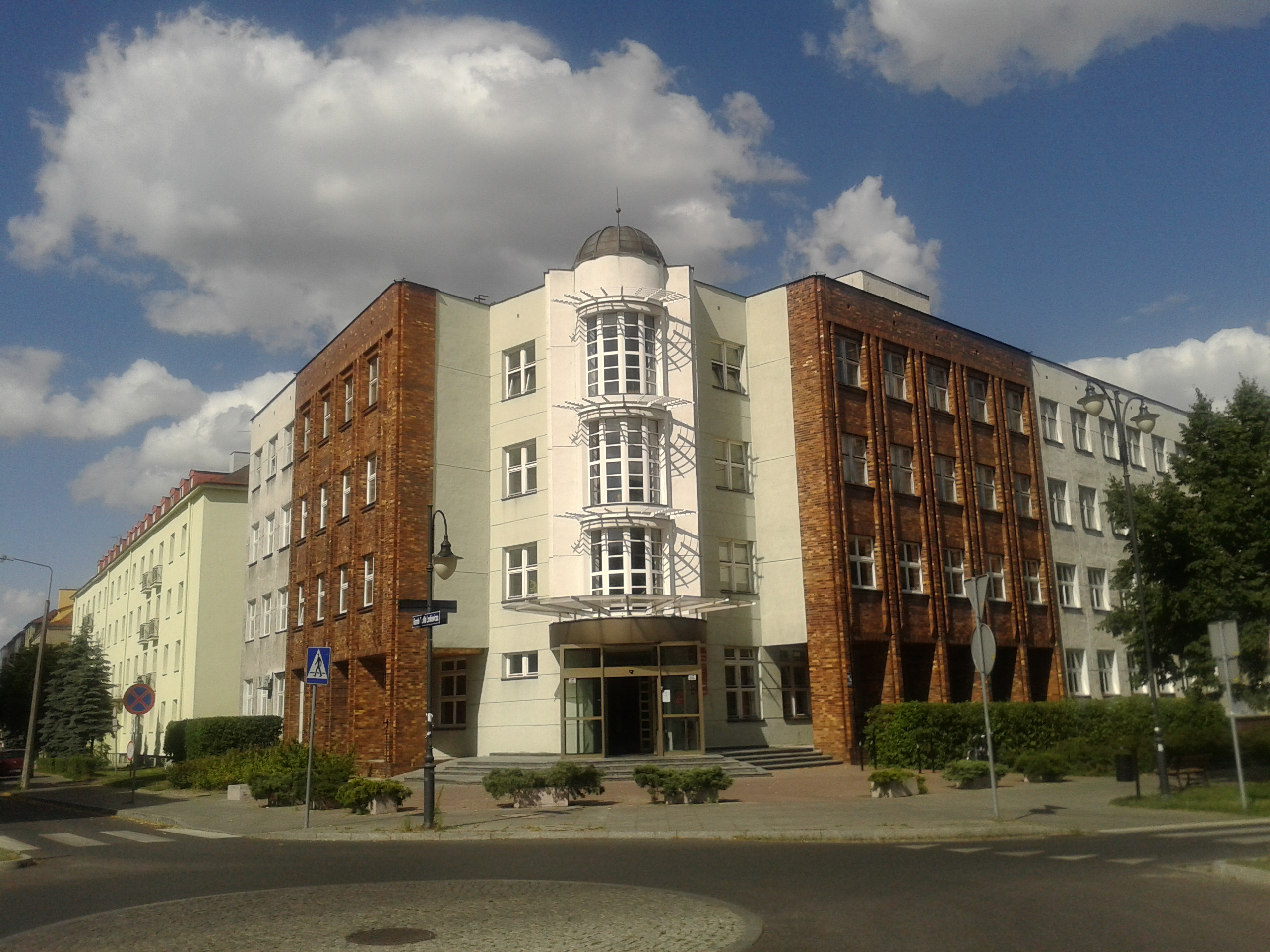
Oddział Zakładu Ubezpieczeń Społecznych w Toruniu

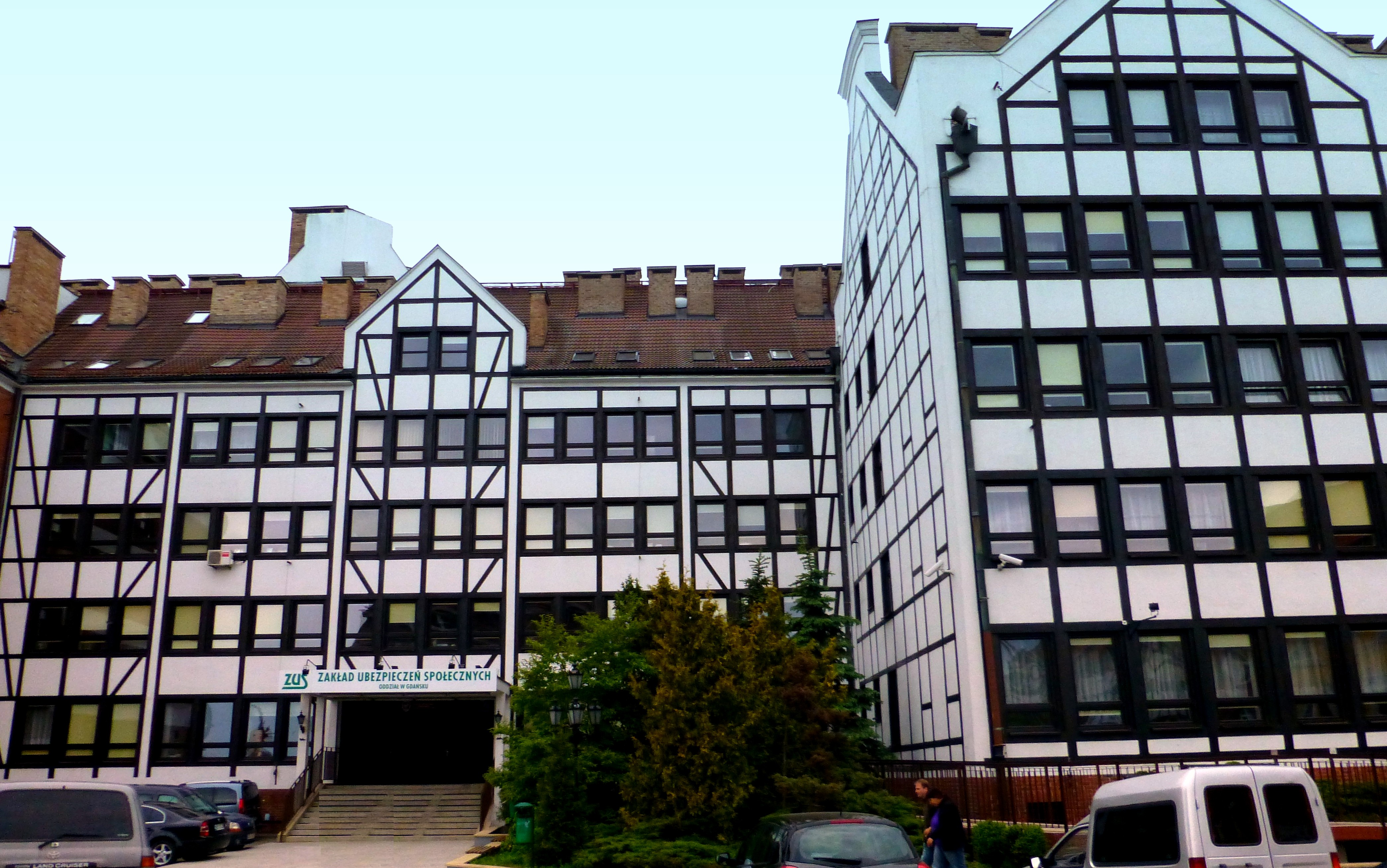
Oddział ZUS w Gdańsku

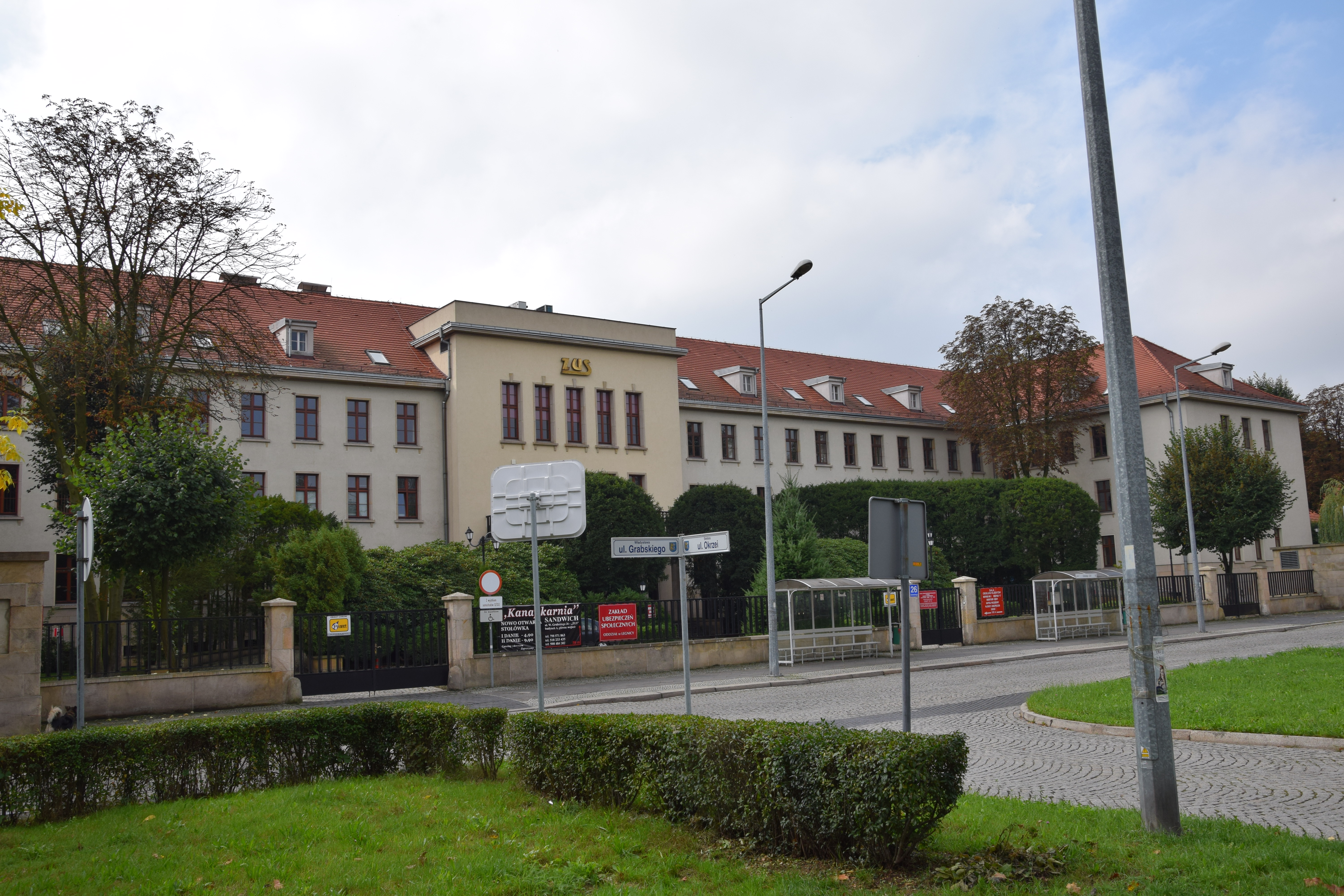
Oddział ZUS w Legnicy

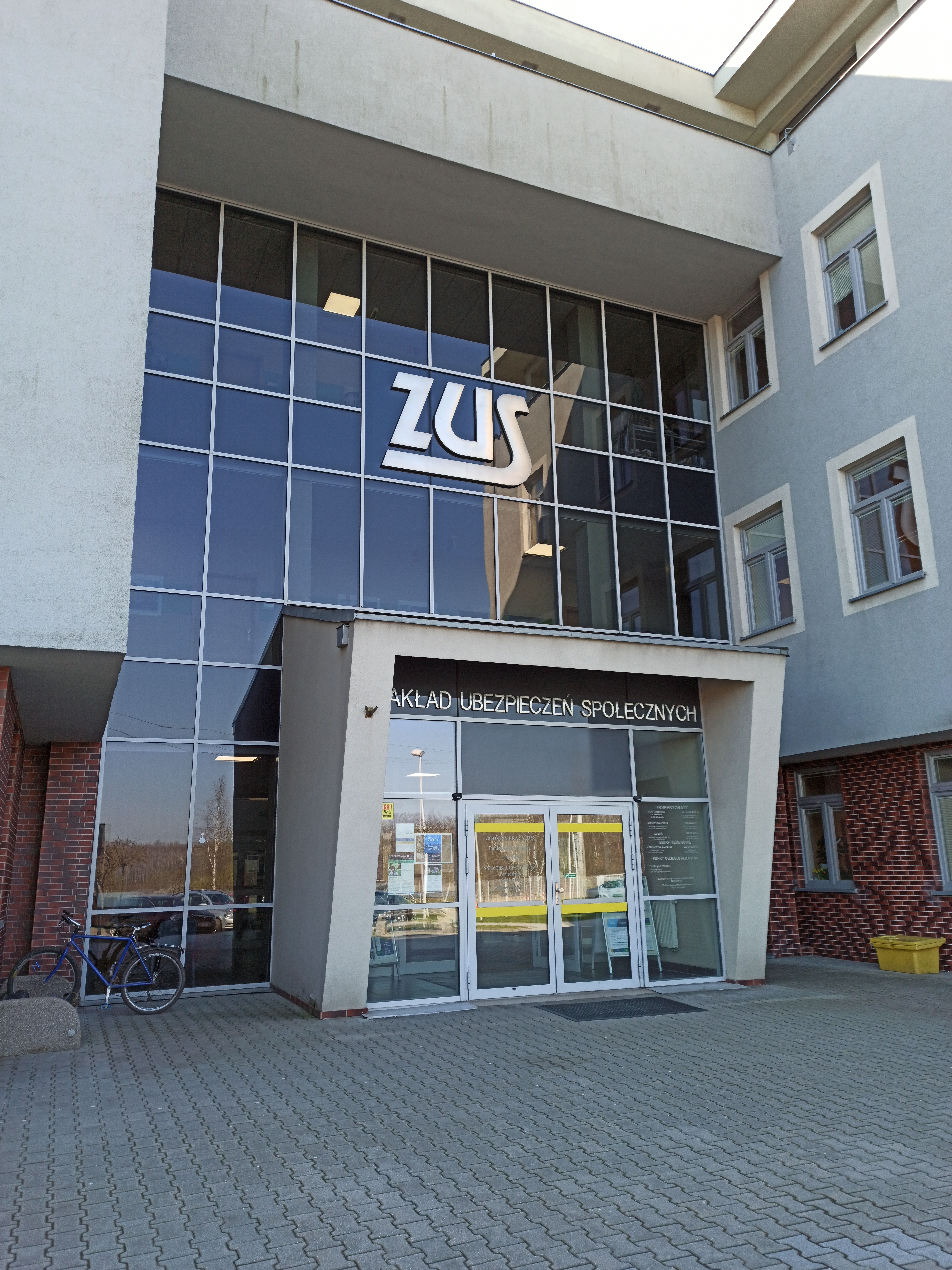
Oddział ZUS w Wałbrzychu

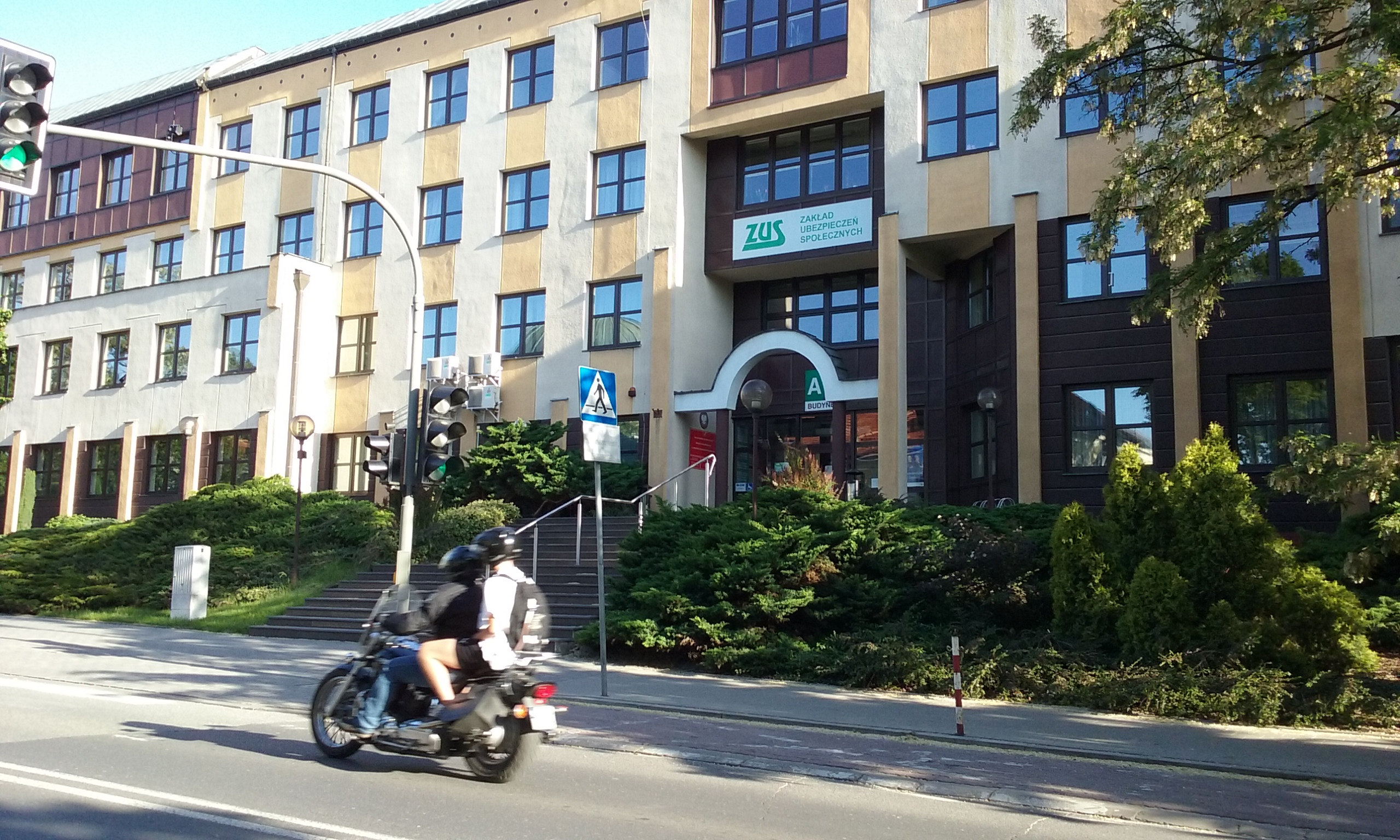
Oddział ZUS w Tomaszowie Mazowieckim

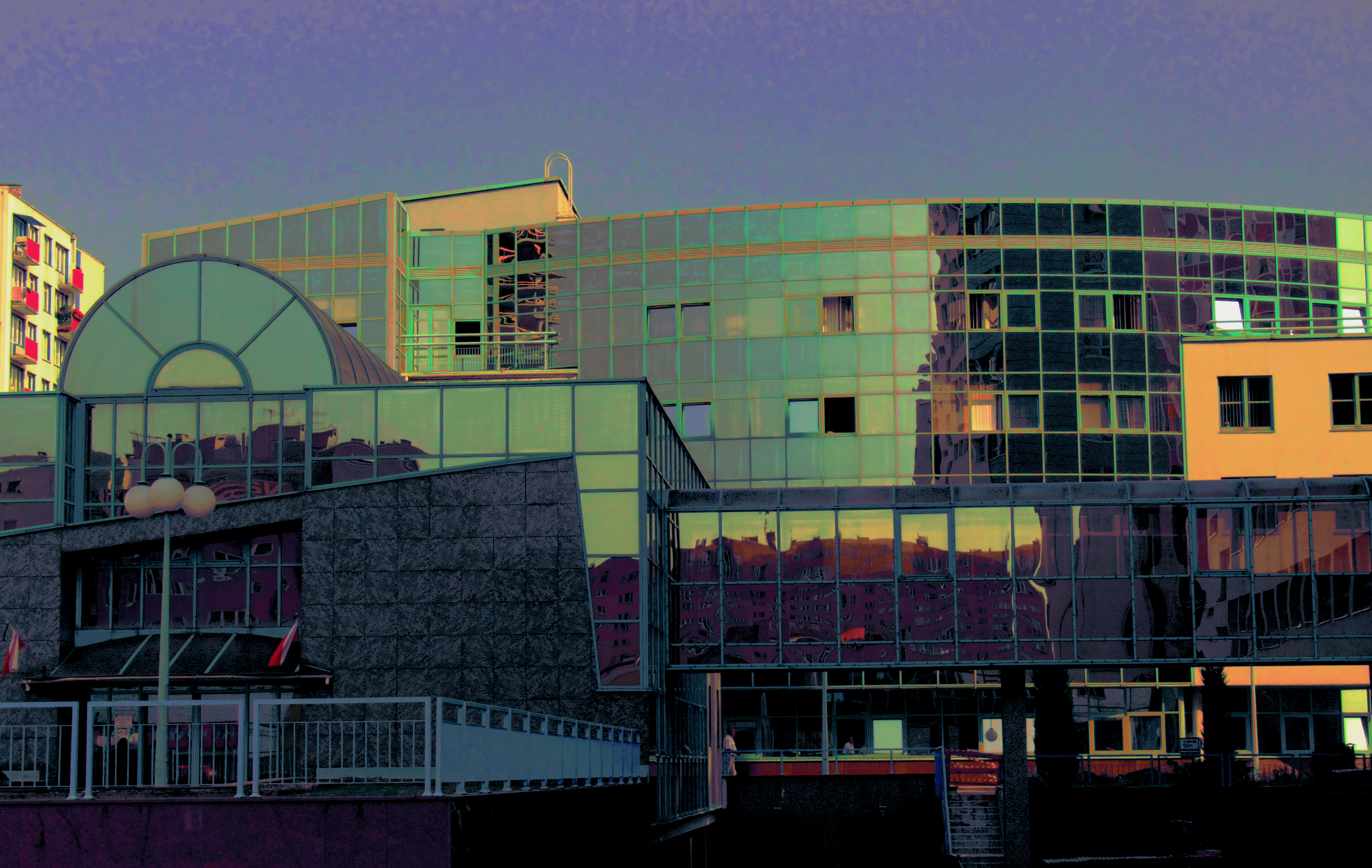
Siedziba ZUS w Lublinie

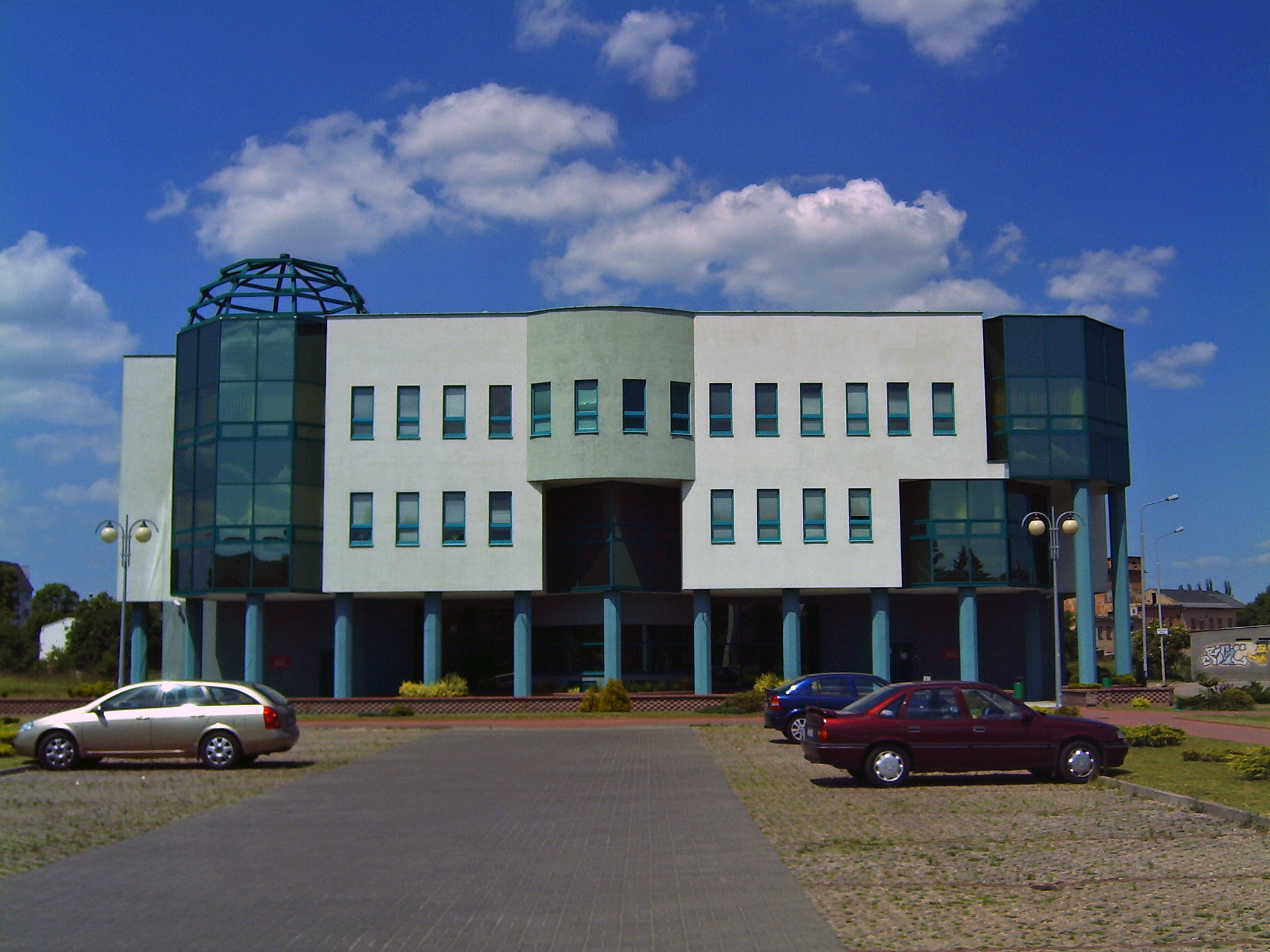
Budynek inspektoratu ZUS-u w Sieradzu

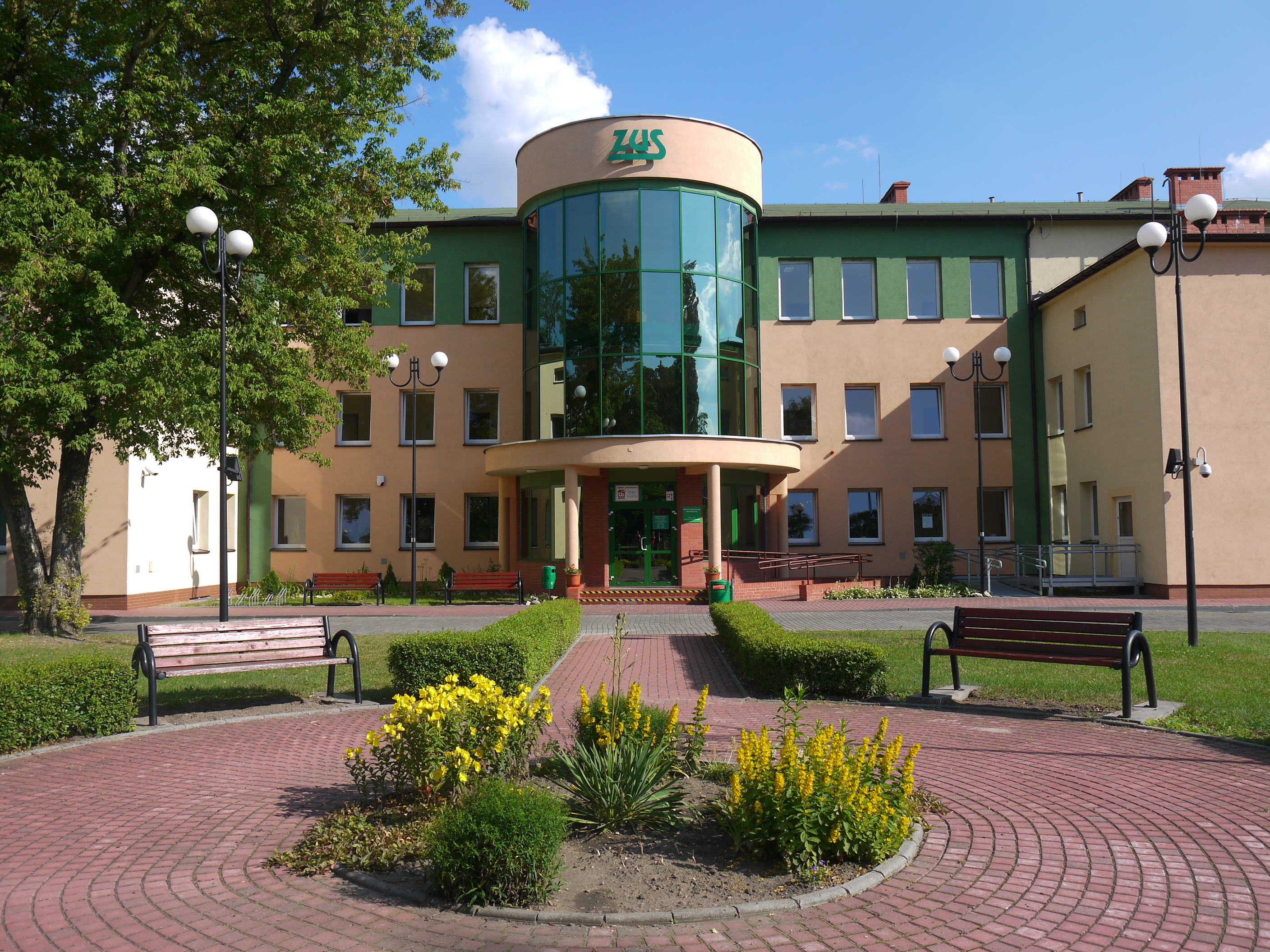
Inspektorat ZUS w Kędzierzynie-Koźlu

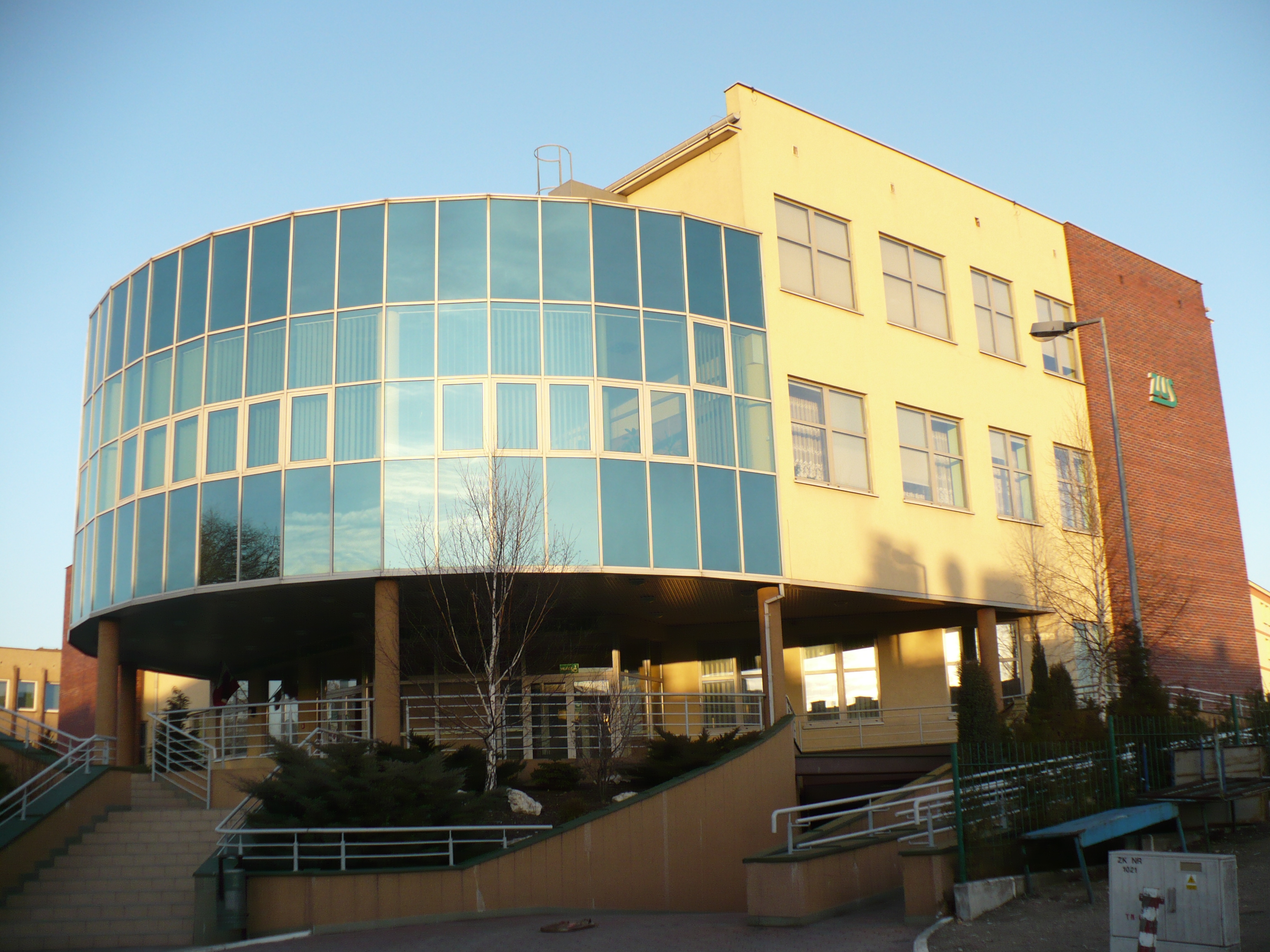
Inspektorat ZUS w Kłobucku

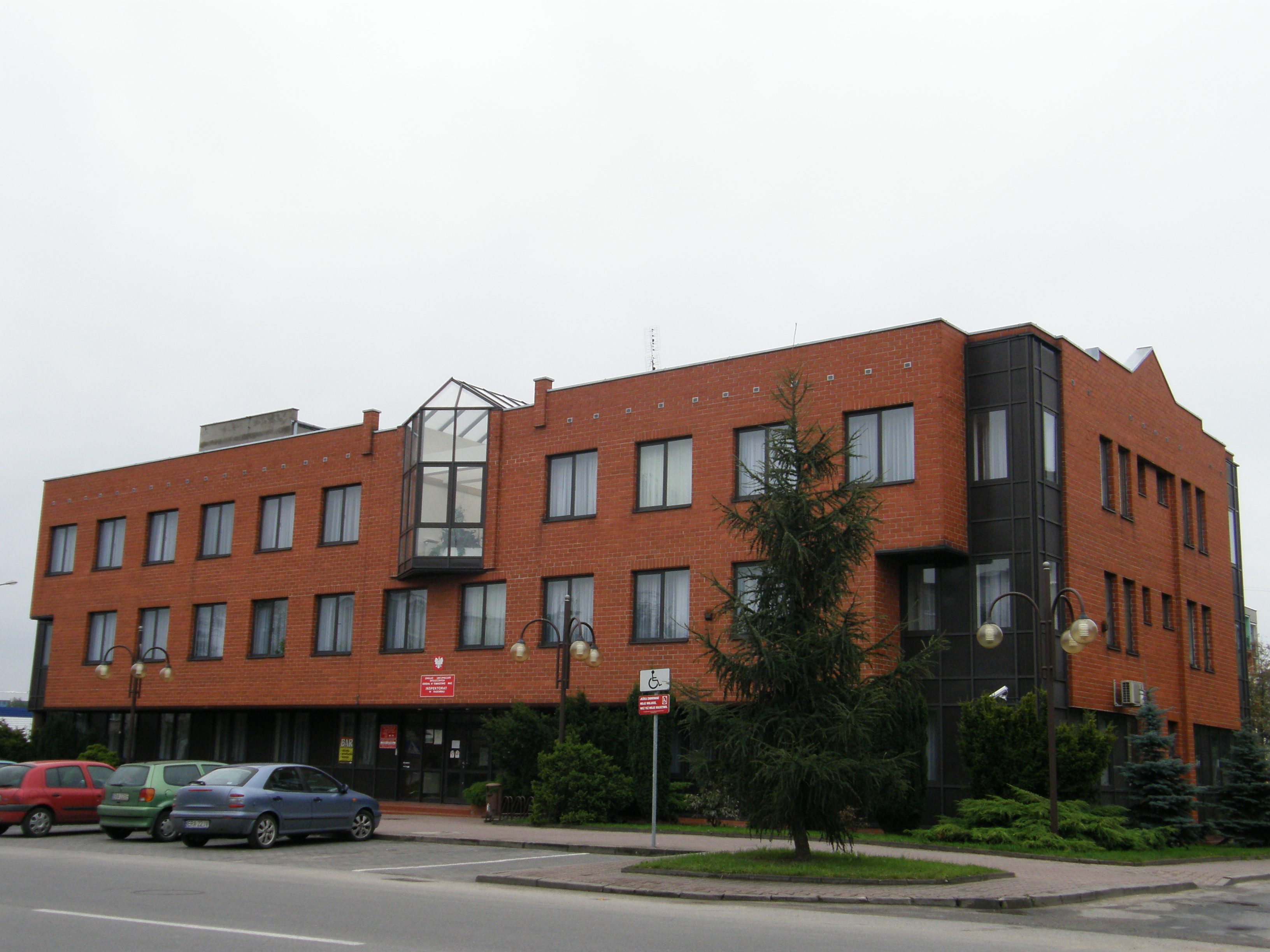
Inspektorat ZUS w Radomsku

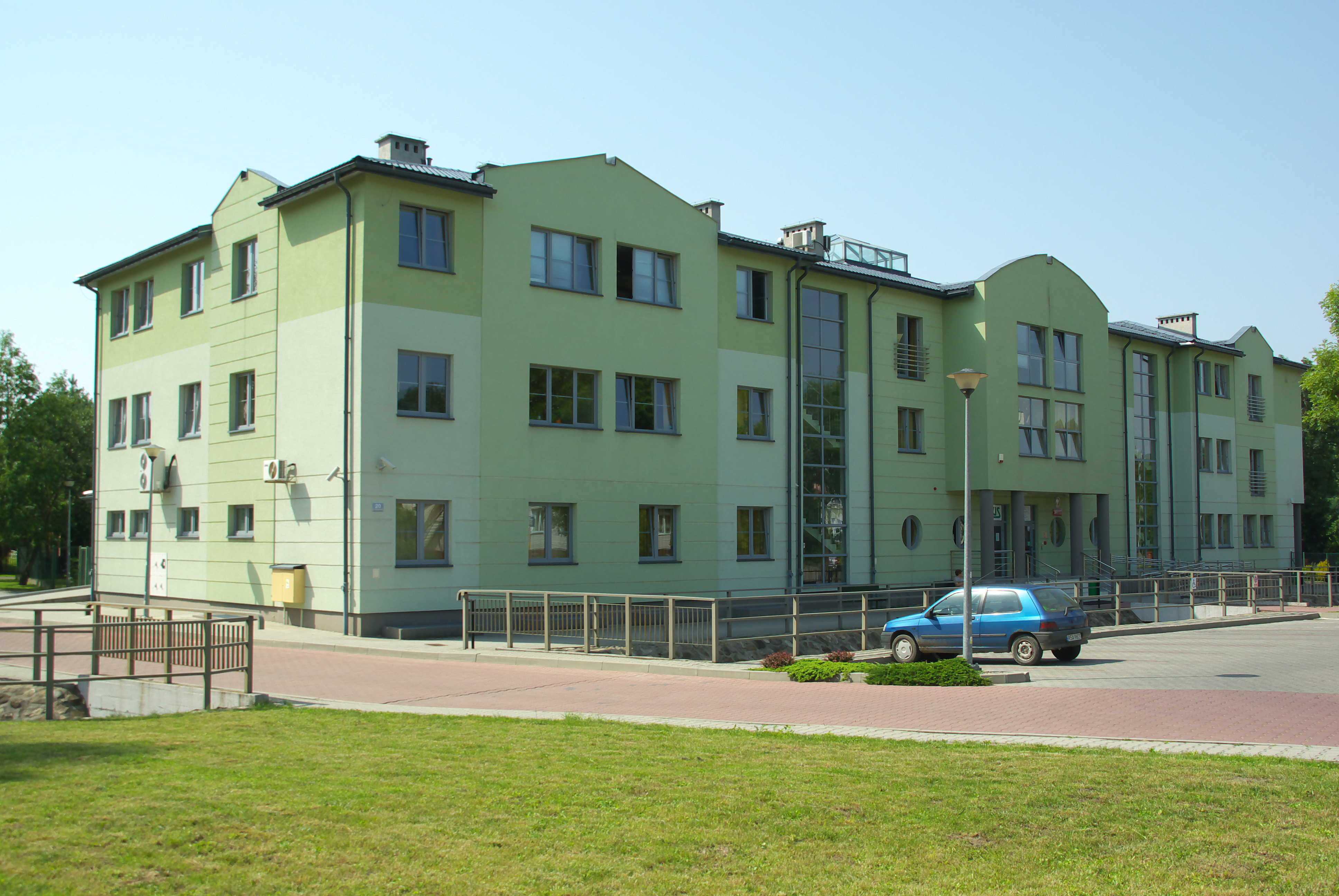
Inspektorat ZUS w Sanoku

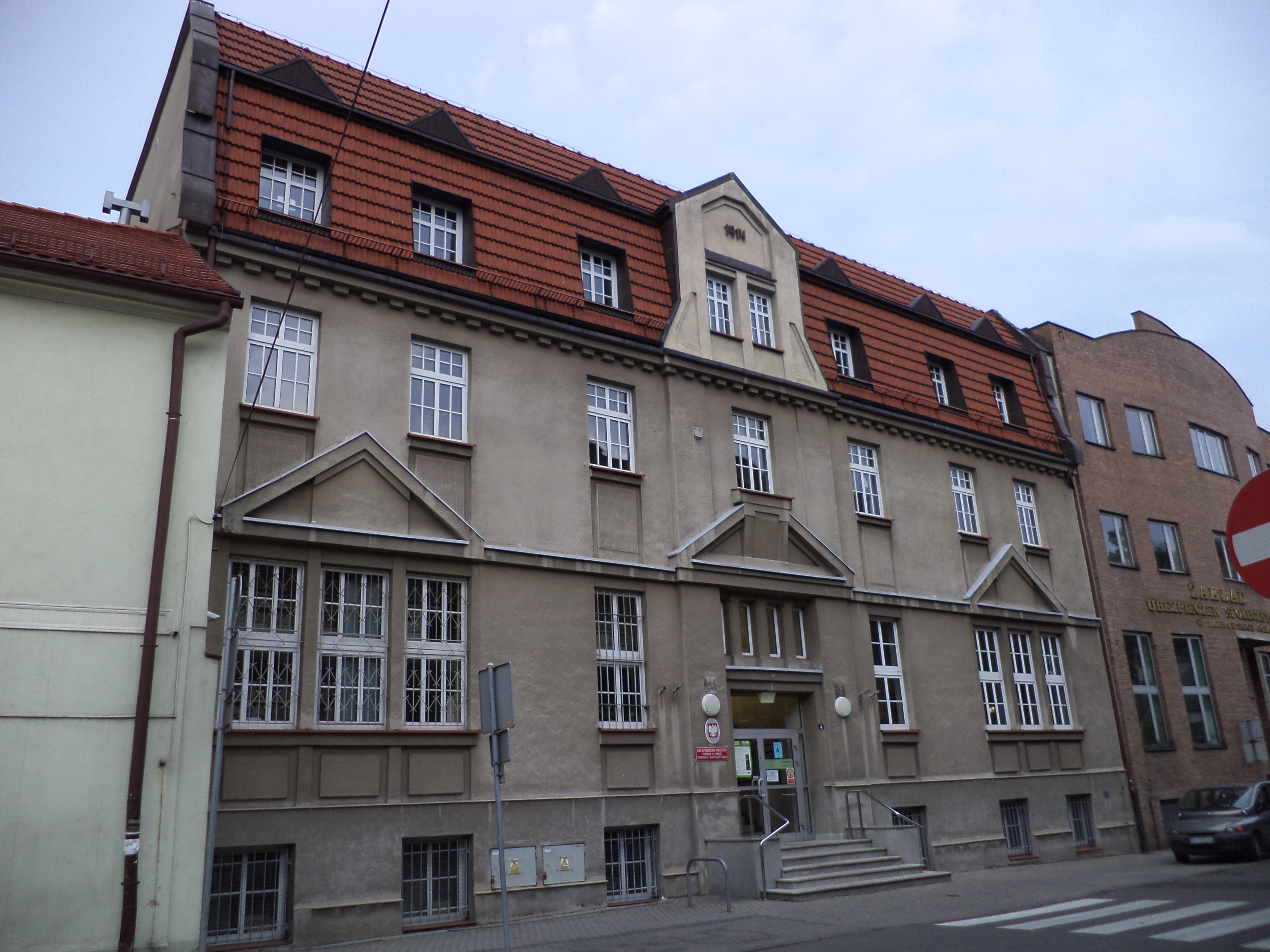
Inspektorat ZUS w Tarnowskich Górach

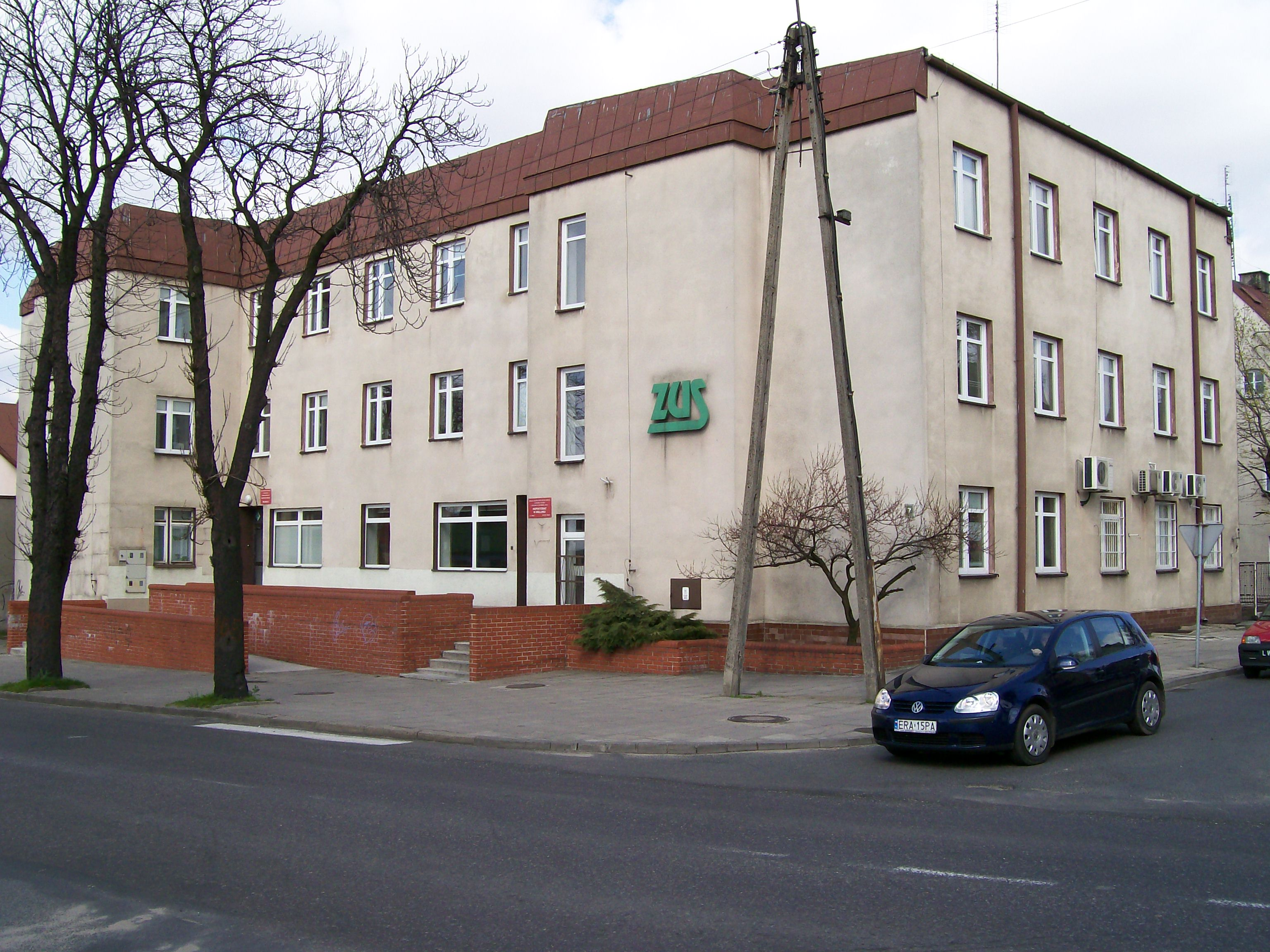
Inspektorat ZUS w Wieluniu

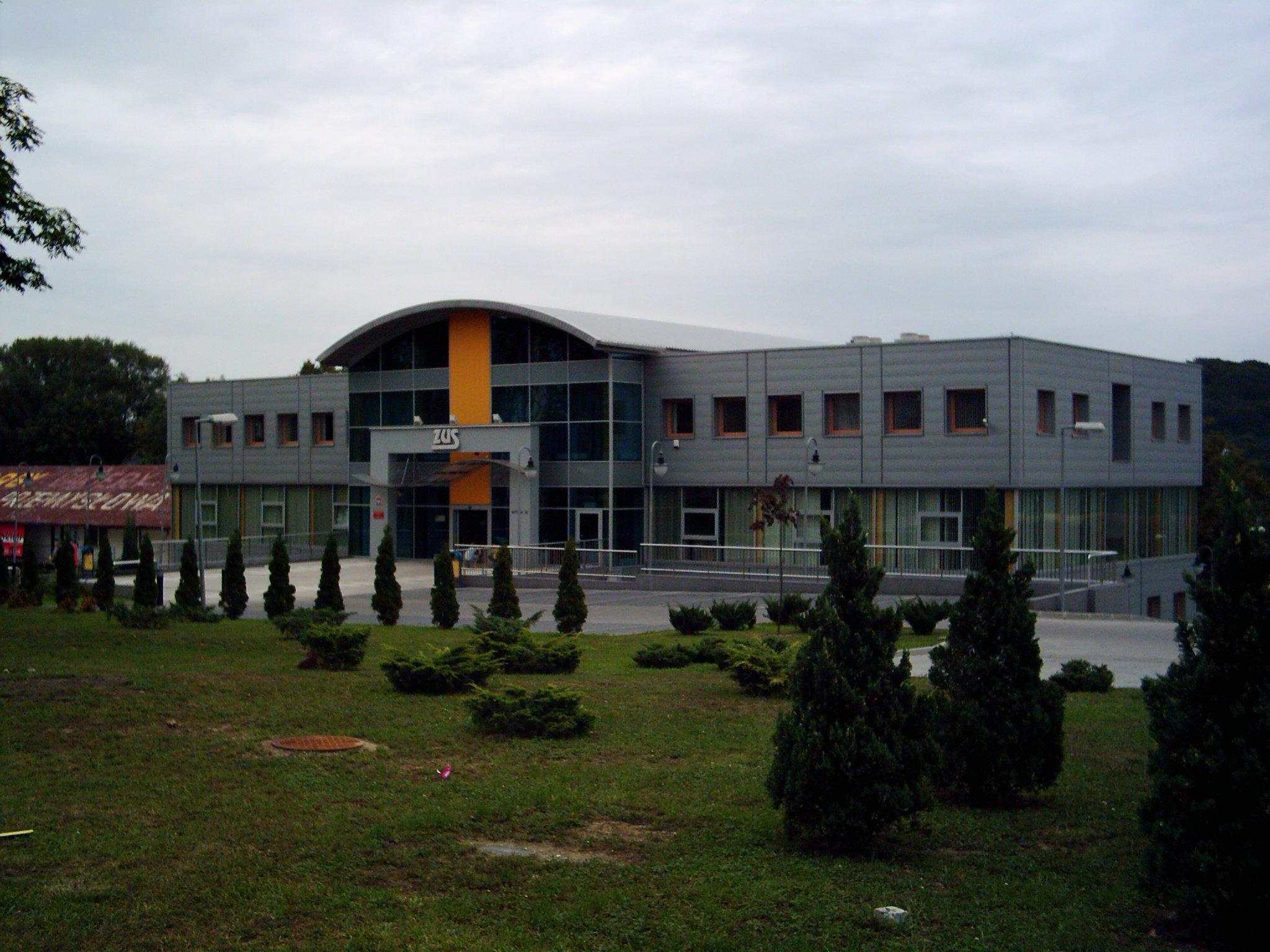
Siedziba inspektoratu ZUS w Wodzisławiu Śląskim

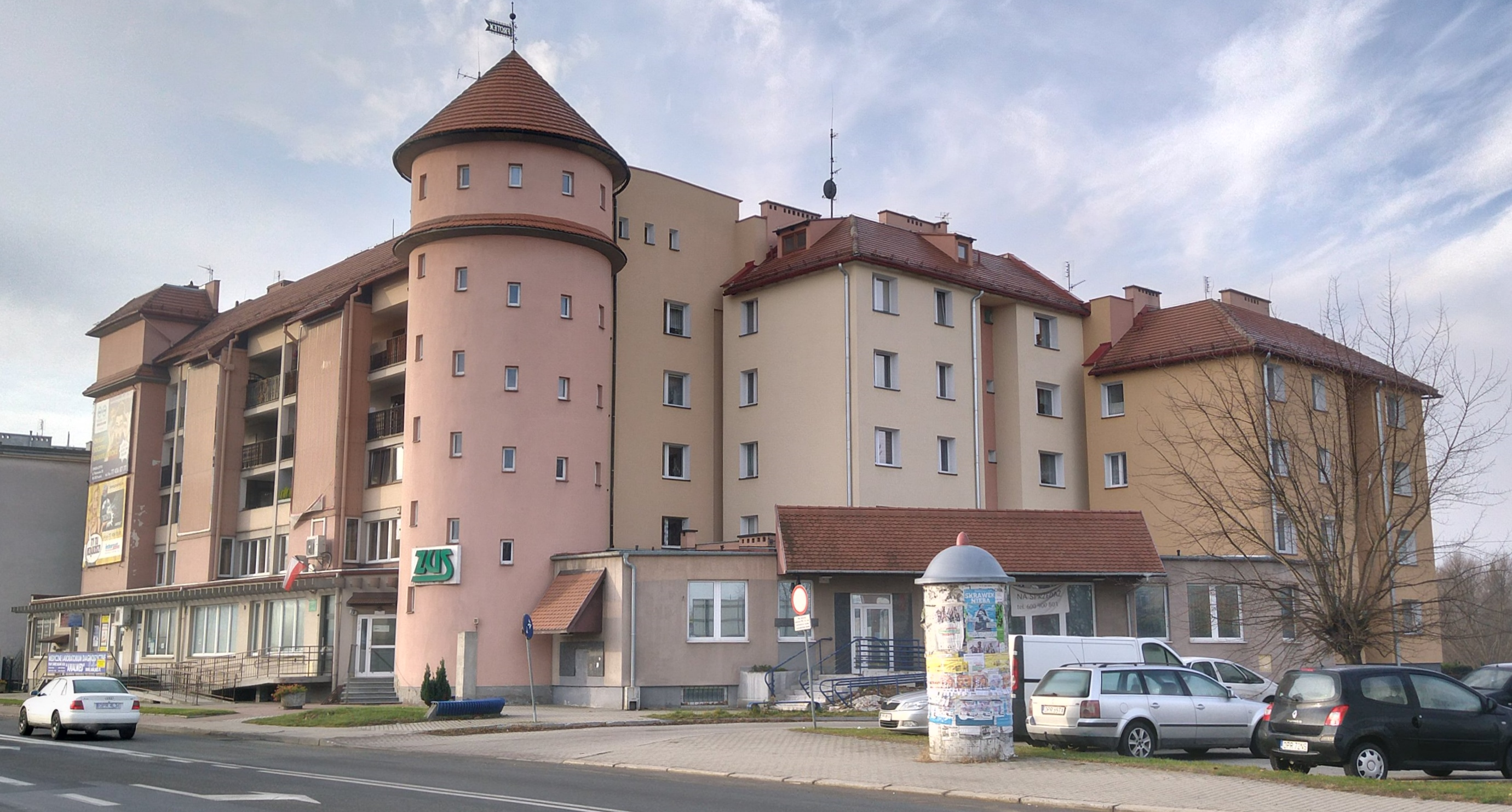
Inspektorat ZUS w Prudniku

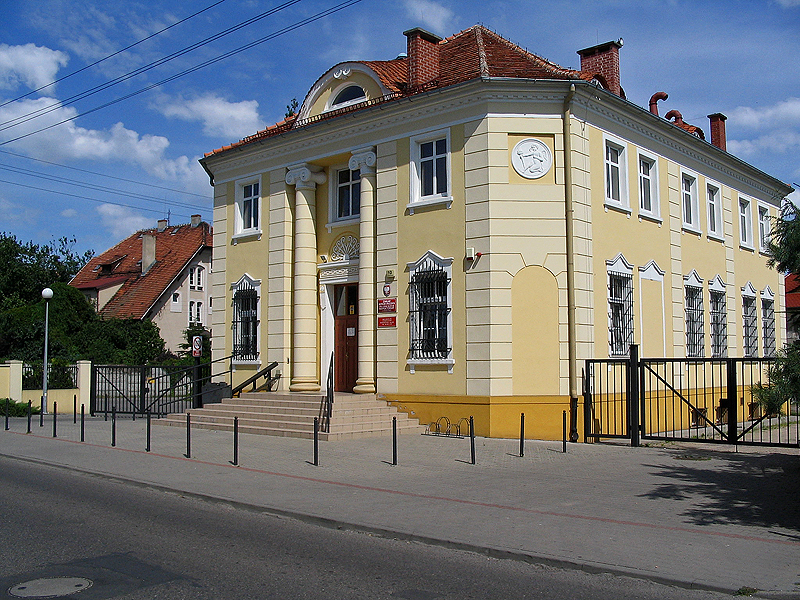
ZUS Biuro Terenowe w Gostyniu

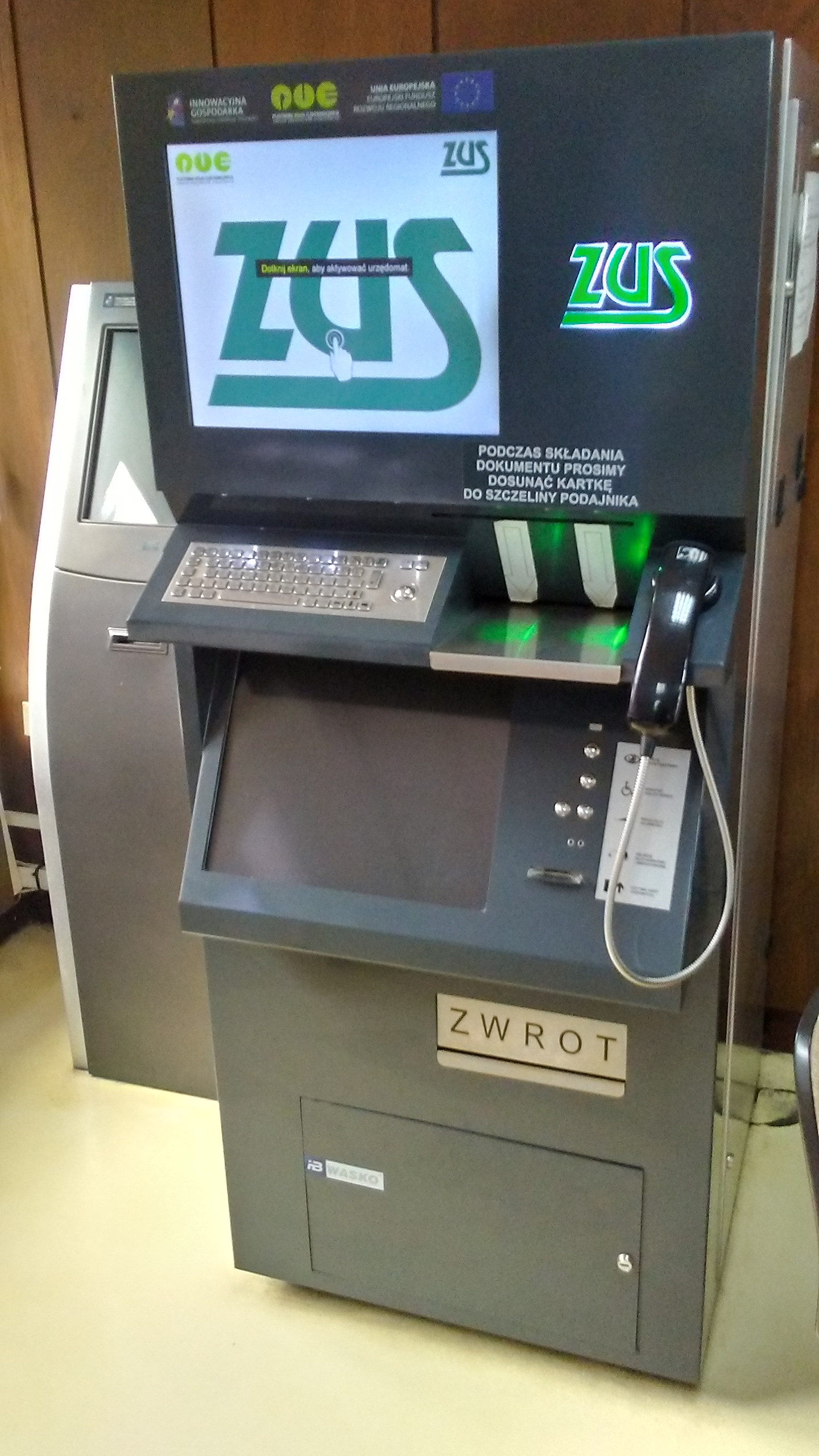
Automat do przyjmowania dokumentów w oddziale ZUS, Tomaszów Mazowiecki

Zakład Ubezpieczeń Społecznych (ZUS) – państwowa jednostka organizacyjna posiadająca osobowość prawną realizująca zadania z zakresu ubezpieczeń społecznych w Polsce. Jest jednostką sektora finansów publicznych.
Zakres działania, zadania i funkcjonowanie Zakładu Ubezpieczeń Społecznych określają art. 66–72 ustawy z dnia 13 października 1998 roku o systemie ubezpieczeń społecznych (Dz.U. z 2025 r. poz. 350) oraz statut ZUS (Dz.U. z 2021 r. poz. 431).

## Historia
Zakład Ubezpieczeń Społecznych został utworzony w 1934 roku po kilkuletnim procesie reformowania systemu ubezpieczeń społecznych. ZUS powstał na mocy ustawy z dnia 28 marca 1933 r. o ubezpieczeniu społecznem (Dz.U. z 1933 r. nr 51, poz. 396) i rozporządzenia prezydenta RP Ignacego Mościckiego z dnia 24 października 1934 roku o zmianie ustawy o ubezpieczeniu społecznym (Dz.U. z 1934 r. nr 95, poz. 855). Rozporządzenie to doprowadziło do połączenia 5 instytucji (Izby Ubezpieczeń Społecznych, Zakładu Ubezpieczenia na Wypadek Choroby, Zakładu Ubezpieczenia od Wypadków, Zakładu Ubezpieczeń Pracowników Umysłowych, Zakładu Ubezpieczenia Emerytalnego Robotników) w jeden podmiot, nazwany Zakładem Ubezpieczeń Społecznych.
W 1955 r. ZUS został zlikwidowany na mocy dekretu o przekazaniu wykonywania ubezpieczeń społecznych związkom zawodowym, a jego funkcje przejęły związki zawodowe, Ministerstwo Pracy i Opieki Społecznej oraz rady narodowe. W 1960 roku doszło jednak do reaktywacji instytucji na mocy ustawy z dnia 13 kwietnia 1960 r. o utworzeniu komitetu pracy i płac oraz o zmianach właściwości w dziedzinie ubezpieczeń społecznych, zaopatrzeń i opieki społecznej.
W 1987 w uznaniu wybitnych zasług w wieloletniej działalności na rzecz realizacji i rozwoju świadczeń społecznych oraz za nowoczesne rozwiązania organizacyjne, usprawniające obsługę ubezpieczeniową obywateli, ZUS został odznaczony Krzyżem Komandorskim z Gwiazdą Orderu Odrodzenia Polski.

## Najważniejsze zadania
- Realizacja przepisów o ubezpieczeniach społecznych:
  - Stwierdzanie i ustalanie obowiązku ubezpieczeń społecznych,
  - Ustalanie uprawnień do świadczeń oraz wypłacanie świadczeń,
  - Pobieranie składek na ubezpieczenia społeczne, zdrowotne, Fundusz Pracy, Fundusz Gwarantowanych Świadczeń Pracowniczych,
  - Prowadzenie rozliczeń z płatnikami składek,
  - Prowadzenie indywidualnych kont ubezpieczonych i płatników składek,
  - Orzekanie przez lekarzy orzeczników oraz komisje lekarskie dla potrzeb ustalania uprawnień do świadczeń z ubezpieczeń społecznych.
- Opiniowanie projektów aktów prawnych z zakresu ubezpieczenia społecznego,
- Realizacja umów i porozumień międzynarodowych w dziedzinie ubezpieczeń społecznych,
- Wystawianie osobom uprawnionym legitymacji emeryta-rencisty,
- Dysponowanie środkami finansowymi Funduszu Ubezpieczeń Społecznych (FUS) oraz Funduszu Alimentacyjnego,
- Opracowanie aktuarialnych analiz i prognoz w zakresie ubezpieczeń społecznych,
- Kontrola orzecznictwa o czasowej niezdolności do pracy,
- Kontrola wykonywania przez płatników składek i przez ubezpieczonych obowiązków w zakresie ubezpieczeń społecznych oraz innych zadań zleconych ZUS,
- Wydawanie biuletynu informacyjnego,
- Popularyzacja wiedzy o ubezpieczeniach społecznych[3].

## Stopy procentowe składek na ubezpieczenia społeczne
Stopy procentowe składek na ubezpieczenia społeczne na rok 2021:
- Ubezpieczenie emerytalne: 19,52% podstawy wymiaru składki.
- Ubezpieczenie rentowe: 8% podstawy wymiaru składki.
- Ubezpieczenie chorobowe: 2,45% podstawy wymiaru składki.
- Ubezpieczenie wypadkowe: 0,40 do 8,12% (zależy od PKD i liczby zgłoszonych przez płatnika wypadków) podstawy wymiaru składki.

Wysokość stóp procentowych na ubezpieczenia społeczne ustala Parlament.
Podstawa wymiaru składek zależy od tytułu do ubezpieczenia. Może być to osiągnięty przychód, zadeklarowana kwota lub kwota określona w odrębnych przepisach.
Połowa składki emerytalnej (tj. 9,76% podstawy wymiaru) jest opłacana przez ubezpieczonego, a druga połowa przez płatnika (pracodawcę). Składka rentowa jest finansowana w innych proporcjach, odpowiednio po 1,5% od ubezpieczonego i 6,5% od płatnika. Składka chorobowa jest w całości finansowana przez ubezpieczonego. Składka wypadkowa jest w całości finansowana przez płatnika.
W przypadku ubezpieczonych zatrudnionych na podstawie umowy o pracę, umowy-zlecenia lub prowadzących pozarolniczą działalność gospodarczą (przedsiębiorców) wszystkie ubezpieczenia społeczne są obowiązkowe. Wyjątkiem jest ubezpieczenie chorobowe, które jest dobrowolne dla zleceniobiorców i przedsiębiorców. Rezygnacja z tego ubezpieczenia skutkuje rezygnacją z prawa do świadczeń z ubezpieczenia chorobowego (m.in. zasiłków chorobowych i macierzyńskich).
Osoby prowadzące pozarolniczą działalność gospodarczą w całości finansują swoje składki, gdyż są jednocześnie ubezpieczonym i płatnikiem.

## Stawki innych składek pobieranych przez ZUS
Oprócz składek na ubezpieczenia społeczne (emerytalne, rentowe, chorobowe i wypadkowe) ZUS pobiera również inne składki, które są przekazywane właściwym podmiotom:
- Ubezpieczenie zdrowotne – 9% podstawy wymiaru składki, przekazywane do NFZ
- Fundusz Pracy – 2,45%, przekazywane do instytucji rynku pracy (PUP, WUP)
- Fundusz Gwarantowanych Świadczeń Pracowniczych – 0,1%, przekazywane do FGŚP
- Fundusz Emerytur Pomostowych (FEP) – 1,5%, pobierany za pracowników pracujących w szczególnych warunkach lub o szczególnym charakterze (obowiązuje od 01.01.2010).

## Struktura organizacyjna ZUS i zatrudnienie
- Prezes ZUS – powoływany jest przez Prezesa Rady Ministrów
- Zarząd – liczy od 2 do 4 członków powoływanych przez Radę Nadzorczą na wniosek Prezesa ZUS
- Rada Nadzorcza (powoływana na pięcioletnią kadencję) w tym: trzech członków Rady, w tym przewodniczącego, powołuje się na wniosek ministra właściwego do spraw zabezpieczenia społecznego, złożony w porozumieniu z ministrem właściwym do spraw finansów publicznych, po jednym członku Rady powołuje się na wniosek każdej reprezentatywnej organizacji pracodawców, również po jednym członku Rady powołuje się na wniosek każdej reprezentatywnej organizacji związkowej, jednego członka Rady powołuje się na wniosek ogólnokrajowych organizacji emerytów i rencistów.

Skład Rady Nadzorczej ZUS VI kadencji
Rada Nadzorcza ZUS składa się z 10 osób:
- członkowie Rady powołani na wniosek ministra właściwego do spraw zabezpieczenia społecznego w porozumieniu z ministrem właściwym do spraw finansów publicznych:
  - Liwiusz Laska, Przewodniczący Rady Nadzorczej ZUS[8];
  - Ewa Flaszyńska;
  - Joanna Stachura;

- członkowie Rady powołani na wniosek reprezentatywnych organizacji pracodawców:
  - Robert Gwiazdowski (Związek Przedsiębiorców i Pracodawców);
  - Łukasz Kozłowski (Federacja Przedsiębiorców Polskich);
  - Wojciech Nagel (Związek Pracodawców Business Centre Club);

- członkowie Rady powołani na wniosek reprezentatywnych organizacji związkowych:
  - Renata Górna (Ogólnopolskie Porozumienie Związków Zawodowych);
  - Józef Ryl (Forum Związków Zawodowych);
  - Marcin Zieleniecki (NSZZ „Solidarność”);
- przedstawicielka ogólnokrajowej organizacji emerytów i rencistów:
  - Elżbieta Ostrowska (Polski Związek Emerytów, Rencistów i Inwalidów).

Przeciętne zatrudnienie w ZUS w 2017 wyniosło 45.164 w przeliczeniu na pełne etaty. W porównaniu z zatrudnieniem planowanym było niższe o 115 etatów (o 0,25%), a w stosunku do 2016 – niższe o 821 etatów (1,8%).

## Kierownictwo ZUS

### Dyrektorzy naczelni[1]
- Jan Włodzimierz Lgocki (1935–1938)
- Tadeusz Dyboski (1938–1939)
- Zbigniew Skokowski (1939–1943)[10]
- Marian Stawiński (1945)
- Józef Pasternak (1945–48)
- Tomasz Bober (1948)
- Czesław Bajer (1948–49)
- Stanisław Balcerski (1945–55)

### Prezesi
- Stefan Będkowski od kwietnia 1960 do listopada 1981
- Henryk Białczyński od listopada 1981 do listopada 1983
- Ireneusz Sekuła od grudnia 1983 do lutego 1988
- Zofia Tarasińska od marca 1988 do stycznia 1990
- Wojciech Topiński od lutego 1990 do sierpnia 1991
- Lech Milewicz od września 1991 do 1 sierpnia 1995
- Anna Bańkowska od 1 sierpnia 1995 do stycznia 1998
- Stanisław Alot od stycznia 1998 do 8 października 1999
- Lesław Gajek od 8 października 1999 do 18 maja 2001
- Aleksandra Wiktorow od 18 maja 2001 do 1 czerwca 2007
- Paweł Wypych od 1 czerwca 2007 do 26 listopada 2007
- Sylwester Rypiński od 26 listopada 2007 do 8 września 2009
- Elżbieta Łopacińska od 9 września 2009 do 1 października 2009 (p.o.)
- Zbigniew Derdziuk od 2 października 2009 do 31 marca 2015
- Elżbieta Łopacińska od 1 kwietnia 2015 do 11 lutego 2016 (p.o.)
- Gertruda Uścińska od 11 lutego 2016 do 10 stycznia 2024[11]
- Zbigniew Derdziuk od 30 kwietnia 2024[12]

## Oceny działalności ZUS

### Kompleksowy System Informatyczny (KSI)
Budowa KSI ZUS trwała oficjalnie od 1997 roku, kiedy podpisano umowę z Prokomem, do 2010 roku, kiedy umowa ta wygasła i dokonano ostatecznego odbioru systemu, przejmując majątkowe prawa autorskie do kodu źródłowego i dokumentacji systemu, którymi wcześniej nie dysponował. Równocześnie ZUS podpisał nową, trzyletnią umowę z Asseco o wartości 249 mln zł na utrzymanie systemu.
Sposób prowadzenia projektu oraz zapisy umowy podpisanej po stronie ZUS przez Annę Bańkowską były wielokrotnie przedmiotem krytyki. Przede wszystkim zwracano uwagę na błędy funkcjonowania systemu, brak egzekwowania ich naprawy ze strony zamawiającego oraz zawyżone koszty budowy systemu.
W styczniu 2008 Gazeta Wyborcza poinformowała, że ZUS nie przelał na konta emerytalne milionów kobiet składek za urlopy macierzyńskie i wychowawcze w latach 1999–2001, przez co mogą otrzymać one niższe emerytury. ZUS tłumaczy to błędem systemu komputerowego.
W 2012 roku Urząd Zamówień Publicznych wskazał na liczne nieprawidłowości w sposobie przedłużenia umowy na budowę Kompleksowego Systemu Informatycznego (KSI).
Dzięki informatyzacji koszt utrzymania ZUS systematycznie maleje od 2,25% zarządzanych środków z FUS (3773,6 mln zł) w 2010 r. do 1,76% (3430,0 mln zł) wg planu ZUS na 2015 r.
ZUS jako jedna z pierwszych instytucji publicznych w Polsce uruchomił w pełni funkcjonalny eUrząd (Platforma Usług Elektronicznych), w którym do 2015 r. zarejestrowało się ponad milion użytkowników. Za pomocą PUE można wysyłać do ZUS elektroniczne dokumenty i wnioski oraz otrzymywać elektroniczne odpowiedzi, a także rozmawiać z konsultantami za pośrednictwem usługi czat lub komunikatora Skype. Od stycznia 2016 r. za pomocą PUE lekarze mogą wystawiać elektroniczne zwolnienia lekarskie.
ZUS otrzymał nagrodę WEKTORY 2012 za „uruchomienie Platformy Usług Elektronicznych i udowodnienie, że administracja publiczna może wprowadzać nowoczesne narzędzia przyjazne zarówno obywatelom, jak i przedsiębiorcom.” Computerworld uznał ZUS za lidera e-administracji i nagrodził go w konkursie Lider Informatyki 2012 za uruchomienie PUE ZUS oraz wprowadzenie elektronicznego kierowania ruchem w placówkach ZUS.
Redakcja Computerworld uhonorowała KSI nagrodą podczas gali konkursu Lider Informatyki 2017 przy okazji 20-lecia istnienia Kompleksowego Systemu Informatycznego ZUS. Redakcja doceniła KSI za gromadzenie i przetwarzanie ok. 300 terabajtów danych, obsługę 25 milionów obywateli i wykonywanie 250 tysięcy operacji na sekundę.

### Budynki ZUS
W latach 2004–2006 NIK stwierdził, że „Zakład wynajmował lokale w miejscowościach, w których taniej było mieć własne budynki” i „jednocześnie Zakład budował biura w miastach, gdzie zwrot kosztów przekraczał dziesięć lat”. Według wewnętrznych kryteriów ZUS, przy wyborze realizowanych inwestycji budowanych, istotną rolę odgrywały także czynniki inne niż zmniejszenie kosztów najmu, jak np. powierzchnia użytkowa na osobę i maksymalny jednostkowy koszt zadania.
Zarządy niektórych oddziałów ZUS podejmowały się budowania nowych siedzib zakładu, których koszty pochłaniały wiele milionów złotych. Na przykład oddział ZUS w Wałbrzychu argumentował, że „czystą oszczędnością” jest budowa nowej siedziby za 40 mln zł, co przy rocznej cenie wynajmu dotychczasowych biur wynoszącej 200 tys. zł wystarczyłoby na 200 lat wynajmu.
W 1999 w wyniku transakcji z firmą „Infolex” łódzki oddział ZUS kupił za 25 milionów złotych biurowiec i grunty, podczas gdy szacunkowa wartość nieruchomości wynosiła ok. 11 mln. Prokuratura wszczęła śledztwo i w wyniku procesu 11 lipca 2008 łódzki sąd rejonowy skazał byłego dyrektora oddziału łódzkiego ZUS Bolesława Parzyjagłę na wyrok dwóch lat więzienia w zawieszeniu na pięć lat za działanie na szkodę ZUS i narażenie go na stratę 14,5 mln zł.
Kompleks budynków Centrali ZUS w Warszawie i Centralnego Ośrodka Obliczeniowego otrzymał prestiżową nagrodę „Budowy Roku 2007” (I miejsce) przyznaną przez Polski Związek Inżynierów i Techników Budownictwa, Ministerstwo Infrastruktury i Główny Urząd Nadzoru Budowlanego. Nagrodę przyznano za wyróżniające się wyniki realizacyjne.
Budynki ZUS są w większości przystosowane do potrzeb osób z niepełnosprawnością ruchu. W większości placówek dostępne są urzędomaty, w których można złożyć dokumenty w formie papierowej po godzinach pracy placówek. W 2022 w VII edycji Konkursu Architektoniczno–Urbanistycznego „Lider Dostępności” ZUS otrzymał wyróżnienie specjalne jako instytucja konsekwentnie prowadząca politykę dostępności architektonicznej. Jury konkursu zwróciło uwagę, że w wielu miejscach w Polsce oddziały ZUS wyznaczają nowy standard obsługi klientów z niepełnosprawnościami.

### Oddziały ZUS[37]
- ZUS Oddział w Białymstoku
- ZUS Oddział w Bielsku-Białej
- ZUS Oddział w Biłgoraju
- ZUS Oddział w Bydgoszczy
- ZUS Oddział w Chorzowie
- ZUS Oddział w Chrzanowie
- ZUS Oddział w Częstochowie
- ZUS Oddział w Elblągu
- ZUS Oddział w Gdańsku
- ZUS Oddział w Gorzowie Wielkopolskim
- ZUS Oddział w Jaśle
- ZUS Oddział w Kielcach
- ZUS Oddział w Koszalinie
- ZUS Oddział w Krakowie
- ZUS Oddział w Legnicy
- ZUS Oddział w Lublinie
- ZUS I Oddział w Łodzi
- ZUS II Oddział w Łodzi
- ZUS Oddział w Nowym Sączu
- ZUS Oddział w Olsztynie
- ZUS Oddział w Opolu
- ZUS Oddział w Ostrowie Wielkopolskim
- ZUS Oddział w Pile
- ZUS Oddział w Płocku
- ZUS I Oddział w Poznaniu
- ZUS II Oddział w Poznaniu
- ZUS Oddział w Radomiu
- ZUS Oddział w Rybniku
- ZUS Oddział w Rzeszowie
- ZUS Oddział w Siedlcach
- ZUS Oddział w Słupsku
- ZUS Oddział w Sosnowcu
- ZUS Oddział w Szczecinie
- ZUS Oddział w Tarnowie
- ZUS Oddział w Tomaszowie Mazowieckim
- ZUS Oddział w Toruniu
- ZUS Oddział w Wałbrzychu
- ZUS I Oddział w Warszawie
- ZUS II Oddział w Warszawie
- ZUS III Oddział w Warszawie
- ZUS Oddział we Wrocławiu
- ZUS Oddział w Zabrzu
- ZUS Oddział w Zielonej Górze

### Korupcja
W 2009 roku Agencja Bezpieczeństwa Wewnętrznego zatrzymała łącznie pięć osób w związku z zarzutami o korupcję. Wśród nich był prezes ZUS Sylwester Rypiński oraz dyrektor oddziału w Szczecinie Tadeusz Drabik.

### Praktyki ZUS w zakresie egzekucji należności
Od 2004 roku kontrowersje budzą nagłe zmiany interpretacji przepisów o zawieszeniu działalności gospodarczej, które skutkowały ściąganiem przez ZUS rzekomo zaległych składek po latach od zawieszenia działalności gospodarczej zgodnie z zaleceniami ZUS, w wielu przypadkach także po wydaniu przez ZUS zaświadczeń o niezaleganiu ze składkami. W 2011 roku przygotowany został pozew zbiorowy w tej sprawie. ZUS praktykuje również arbitralne reinterpretowanie decyzji o przyznaniu emerytury, co skutkuje jej odebraniem w wyniku niejawnego postępowania po kilku latach od rozpoczęcia jej wypłacania. W 2009 roku postępowanie takie zostało uznane za niezgodne z prawem międzynarodowym wyrokiem ETPC. ZUS ignoruje również wyroki sądowe oraz interpretacje MPiPS w zakresie oskładkowania umów o dzieło zawieranych z krewnymi.
Krytykowana jest także praktyka maksymalnego opóźniania egzekucji rzeczywistych lub też domniemanych roszczeń wobec ZUS. Dzięki temu większość rzekomych dłużników nie posiada już żadnych dowodów potwierdzających opłacenie składek.
W 2012 roku Europejski Trybunał Praw Człowieka zarzucił ZUS naruszanie prawa obywateli do dobrej administracji. Poszkodowane przez ZUS osoby w wieku przedemerytalnym najpierw otrzymały od ZUS emeryturę i rezygnowały z pracy, a po kilkunastu miesiącach była ona im odbierana w trybie decyzji administracyjnej ZUS. Trybunał podkreślił, że decyzje o odebraniu emerytur były zgodne z prawem i przeważnie zasadne, ale zasady dobrej administracji naruszało postępowanie ZUS w tych przypadkach – najpierw nieuzasadnione przyznanie świadczeń, a następnie odebranie ich w trybie natychmiastowym, bez weryfikacji przed sądem, a następnie przewlekłe postępowanie sądowe, w trakcie którego poszkodowane osoby były pozbawione środków do życia.
W 2014 roku NIK wskazała na szereg negatywnych praktyk ZUS w zakresie egzekucji zaległych składek:
- ZUS, pomimo wdrożenia KSI, nie zna rzeczywistego stanu zaległości ze strony podmiotów zobowiązanych do płacenia składek; prace nad wdrożeniem dodatkowego systemu e-SEKIF rozpoczęto dopiero w 2013 roku;
- ZUS nierówno traktuje podmioty zalegające ze składkami, wybiórczo tolerując nawet znaczne zaległości;
- przewlekłość w egzekwowaniu należności stwierdzono w 75% oddziałów ZUS.

W rezultacie łączne, wieloletnie zaległości w stosunku do ZUS sięgają 55 mld zł. Ich ściągalność wahała się (wg NIK) od 4,7% w 2010 r. do 6,2% w 2012 r. pomimo wykorzystania przez ZUS całego spektrum narzędzi egzekucyjnych (administracyjnych i karnych).